# Jörg Schlüter
Jörg Schlüter ist ein deutscher Hörspielregisseur, der ab 1997 mehrfach für das Hörspiel des Monats ausgezeichnet wurde.

## Hörspiele (Auswahl)
Die ARD-Hörspieldatenbank enthält (Stand: März 2025) für den Zeitraum von 1992 bis 2024 insgesamt 270 Datensätze, bei denen Jörg Schlüter als Mitwirkender geführt wird, darunter 226 als Regisseur, 41 als Regieassistent und 4 als Sprecher.
Er hat für verschiedene deutsche Rundfunkanstalten zahlreiche Hörspiele inszeniert, u. a.
- 2005 Kristus nach dem gleichnamigen Roman von Robert Schneider über Täuferreich von Münster in der vierteiligen Hörspielbearbeitung von Christoph Busch (WDR).[3]
- 2008 Der Klabauterkrieg. Ein Hörspiel als Vorgeschichte zu Kai Meyers Fantasy-Bestsellerserie Wellenläufer-Trilogie von dem Autor selbst (WDR).[4]
- 2009 Das Haus – House of Leaves Hörspiel-Adaption durch Thomas Böhm. Die Sender Eins Live, WDR 3 und WDR 5 strahlten gleichzeitig verschiedene Versionen des Hörspiels aus, zwischen denen man umschalten konnte, um so an weitere Informationen und Zusammenhänge innerhalb der Geschichte zu gelangen.[5]
- 2011 Das Erdbeben in Chili als Textmontage zu der gleichnamigen Novelle von Heinrich von Kleist (WDR).[6]
- 2018 Q: 8-teiliges Hörspiel,[7] 2024 auch in einer 4-teiligen Fassung,[8] Bearbeitung und Regie durch Jörg Schlüter (WDR).[9]
- 2021 Vom Winde verweht in einer Neufassung als Vom Wind verweht - Die Prissy Edition:  Hörspiel-Adaption durch Amina Eisner, 16-teilige rassismuskritische Hörspielbearbeitung (WDR),[10]  2024 auch in einer achtteiligen Fassung.[11][12]

## Theaterarbeit und Installationen
Jörg Schlüter ist Mitglied des Ensembles des Theater an der Ruhr in Mülheim an der Ruhr. Bereits seit vielen Jahren wirkt er dort als Schauspieler, Regisseur und künstlerischer Mitgestalter.
2021 realisierte Schlüter die multimediale Rauminstallation VR Phönix, ein Virtual-Reality-Projekt, das sich mit Fragen von Identität, Transformation und Wiedergeburt beschäftigt. Die Arbeit wurde ebenfalls im Rahmen des Programms am Theater an der Ruhr präsentiert.

## Auszeichnungen
Mehrere von Jörg Schlüter inszenierte Hörspiele wurden als „Hörspiel des Monats“ ausgezeichnet:
- März 1997: Grenzgang von Susanne Krahe (WDR)
- November 1998: Victoire von Françoise Gerbaulet (SR)
- Mai 2000: Abriss von Ulrich Land (DLR/SWR)[16]
- März 2001: Fünf Sekunden Leben von Guy Helminger (WDR)
- Dezember 2009: Das Haus nach dem gleichnamigen Roman von Mark Z. Danielewski, aus dem Amerikanischen von Christa Schuenke. Bearbeitung: Thomas Böhm (WDR)
- September 2012: Ganz in meiner Haut von Stéphanie Marchais, aus dem Französischen von Angela Kuhk (WDR)
- Februar 2022: Satellitenbilder deiner Kindheit von Leon Engler, Komposition: der Autor (WDR)